# 劉秀平定關東之戰
劉秀平定關東之戰，是指平定函谷關以東的地區的經過，相當於關東六國故地。

## 背景
更始年間，全國大亂，銅馬、大肜、高湖、重連、鐵脛、大搶、尤來、上江、青犢、五校、檀鄉、五幡、五樓、富平、獲索等各個武裝勢力四起，總數達數百萬人，寇掠郡縣。
更始元年十月，劉秀被封為破虜將軍，持節出使河北地區，負責為更始政權接收該地區，起初非常順利，在鄴城與鄧禹會面，以鄧禹為將軍。劉秀至邯鄲，得到士人耿純的加入，北到柏人，又得到賈復、陳俊、劉縯故將朱祐的加入，然而朱祐露骨的勸進一度令劉秀不快。北上卢奴，劉秀得到耿況父子的效忠。不久，邯鄲地區出現動亂，更始元年十二月壬辰（公元24年1月16日），當地豪族劉林、王郎、李育、張參等人於早上率車騎數百入邯鄲城，王郎詐稱為漢成帝之子，在故趙王宮自立為帝，以邯鄲為首都，並遣將出兵收降周邊燕、趙等地郡縣，勢力日盛。“自趙國已東，至于遼左，皆從風而靡矣”。

### 建立根據地
更始二年春季，劉秀看到王郎勢力強大，於是北至薊城，隨後當地風傳王郎以十萬戶為捕獲劉秀的賞賜、廣陽王子劉接圖謀起兵嚮應王昌，城中驚擾，劉秀打算募兵抗擊王郎，但沒有人響應，不久王郎的使者己到薊城，當地大小官員都出城迎接，薊城降附王郎，劉秀一眾在耿弇、銚期等人的幫助下，殺出薊城南下，中途耿弇走散。因為聽聞王郎派兵在後追殺，劉秀等人一路上也不敢進入城邑，渡過結冰的呼沱河。後來得到信都沒有歸附王昌，更斬殺王昌使者的消息，劉秀一行人於是行向信都，信都太守任光得到消息後出城迎接，劉秀入駐後，以任光為左大將軍、李忠為右大將軍，收得四千士卒。
同樣不肯歸附王郎的和成郡太守邳彤知道劉秀在信都後，率精騎二千歸附劉秀，昌城劉植、宋子耿純等人也率宗族及其鄉邑歸附劉秀，總共有數萬人歸附。

## 平冀州

### 滅王郎
劉秀以耿純為前將軍、劉植為驍騎將軍，與任光、李忠等率兵擴張勢力，又向全國發檄文呼籲打倒王昌。後大將軍邳彤攻降堂陽、貰縣二縣；前將軍耿純降下曲陽，大軍北渡呼沱河，攻入中山國，克盧奴；劉秀又率兵西向，克新市、真定、元氏、防子，兵鋒進入趙國地界，在真定時，擁眾十餘萬的真定王劉揚歸降，劉秀在當地迎娶郭聖通。
屯駐在柏人的王郎大將李育，將進入趙地的劉秀前鋒朱浮、鄧禹擊敗，李育隨後與劉秀大戰於郭門，李育兵敗，退保柏人城，劉秀圍攻不克，轉而攻占廣阿。王郎也派李惲進攻鄗城，在劉秀行經鄗城時，李惲企圖里應外合攻克鄗城，但被察覺而兵敗被殺。同一時間，上谷太守耿況在兒子耿弇的勸說下，拒絕了王郎使者的招降，並與漁陽太守彭寵聯手攻打王郎，攻克薊城，王郎大將趙閎戰死，隨後二郡聯軍南下，沿途消滅王郎的勢力，涉及跨越涿郡、中山、鉅鹿、清河、河閒等郡的22個縣，聯軍至廣阿後，歸附在廣阿的劉秀，而更始朝廷也派謝躬率兵進攻王昌。其後劉秀率兵東圍鉅鹿。
然而，王郎兵雖與謝躬兵相持不下，王郎也派倪宏、劉奉統兵數救援鉅鹿，南䜌一戰，鉅鹿援兵被劉秀打敗；王郎又遣兵攻信都，在信都豪族馬寵的里應外合下，王郎兵進入信都，劉秀聞訊後派任光率兵收復信都，不幸的是，任光兵卒在途中逃散，向王郎投降，幸運的是，謝躬於隨後打敗王郎，克復信都，劉秀以李忠為信都太守。
夏季，王郎的鉅鹿守將王饒雖受劉秀圍攻，但久無克降的跡象，劉秀聽從耿純的建議，以鄧滿繼承圍困鉅鹿，親率精銳攻打邯鄲，途中拒絕王郎派出的求和使者，劉秀大軍主攻邯鄲城北，經過20餘日的圍攻後，更始二年五月甲辰（公元24年5月27日），王郎部下李立打開城門，劉秀軍入城，王郎被王霸誅殺，所得與王郎交通的文書被劉秀燒毀，以「令反側子自安」。
平定王郎後，更始朝廷封劉秀為蕭王，令其罷兵入朝，但被劉秀所辭拒，更始朝廷又派苗曾任幽州牧、韋順任上谷太守、蔡充任漁陽太守。
蕭王派吳漢與耿弇調發幽州十郡兵，但幽州牧苗曾不從，於是在無終，苗曾迎接吳漢一行人時，吳漢乘其不備誅殺苗曾，耿弇亦在上谷殺韋順、蔡充，調發幽州兵馬南歸信都。

### 平銅馬
秋季，蕭王出兵攻銅馬，戰於鄡，之後吳漢率幽州兵與蕭王會於清陽，又一次打敗銅馬，並將其圍困，銅馬受圍月餘後突圍，至館陶被蕭王追上打敗並投降，殘餘的部眾與東南方的高湖、重連合兵，蕭王軍於蒲陽將其擊敗，部眾投降，降兵分配蕭王諸將，蕭王因而總兵力達數十萬，別號「銅馬帝」。勢力強大起來的蕭王出兵攻滅在射犬的銅馬餘部大肜、青犢等十餘萬眾，餘眾散亡，並提醒謝躬追擊銅馬餘部尤來。尤來在大肜、青犢敗亡後，北走隆慮山，謝躬於是以劉慶、陳康留守鄴城，出兵攻尤來於隆慮山，但戰況不利。

### 南平河內
蕭王圖謀占領河內地區，率兵從邯鄲親至河內，河內太守韓歆降，蕭王以寇恂爲河內太守、馮異為孟津將軍，與河南地區的更始朱鮪等對峙。又乘謝躬在隆慮山與尤來相持不下時，派吳漢、岑彭率兵進攻鄴城，在吳漢使者的勸說下，魏郡太守陳康反正，開鄴城門迎接吳漢兵入城。謝躬聽聞吳漢至鄴，但沒有得到鄴城己降的消息，不知就裡下率輕騎數百夜歸鄴城，被吳漢、岑彭所襲殺，其部將龐萌降。
冬季，蕭王派鄧禹率馮愔、樊崇、宗歆、鄧尋、耿訢、左于等六裨將，统兵二萬進軍關西。當時洛陽地區由更始武陰王李軼、大司馬朱鮪、丞相李松、廩丘王田立、河南太守武勃等屯駐，而更始定國上公王匡、襄邑王成丹、抗威王劉據等則屯河東。
更始三年春季，在與馮異的書信往來中，李軼表露降意，馮異因此騰出兵力北破天井關、南降成臯已東的13個縣，斬殺河南太守武勃。蕭王得到馮異上奏的李軼書信役，反將其公開全國，朱鮪得悉後派人殺李軼，又將兵攻平陰，又派蘇茂率兵三萬北渡黃河攻温，被寇恂與馮異擊退，並乘勝南渡黃河繞着洛陽跑了一圈才撒退。。

### 北剿武裝集團
大約同一時間，蕭王北攻尤來、大搶、五幡等，戰於元氏，擊敗敵軍，蕭王一路追擊，至右北平順水北岸，反被敵軍所敗，蕭王受困並與大軍失聯，殘軍退保范陽，蕭王回來前一度謠傳蕭王己戰死，在吳漢的努力下，數日後軍心漸穩。尤來、大搶、五幡等雖勝猶敗，連夜撒軍，蕭王又派吳漢、景丹、蓋延等率軍追擊，接連在安次、漁陽、潞東等地戰勝，至平谷一戰消滅敵軍，蕭王軍繼續追擊，兵鋒深入右北平的無終、土垠之間，至浚靡而還，河北地區的武裝勢力基本被平定，但仍有小股勢力存在，如大半年後的建武二年正月初一（26年2月6日），吳漢在鄴城以東清剿檀鄉，餘部皆降。

### 稱帝
蕭王勢力在南北皆傳捷報，於是有人勸進，被蕭王拒絕，還兵薊城，在薊城與漁陽太守彭寵會面。
更始三年夏季，公孫述稱帝的消息傳出。蕭王南至中山，又有人勸進，至南平棘，再有人勸進，這次蕭王沒有拒絕，南至鄗，蕭王劉秀得到彊華所進的符讖《赤伏符》「劉秀發兵捕不道，四夷雲集龍鬬野，四七之際火為主」，於是在鄗城南邊的千秋亭五成陌設置壇場，公元25年8月5日，蕭王劉秀正式稱帝，改元為建武，更鄗城為高邑。

### 平定山西
自更始二年十二月開始，鄧禹率軍西進攻箕關，僅用十日就攻破箕關，然後攻進河東地區，兵圍安邑，但圍攻了近半年也未能取勝，而更始政權也派樊參將數萬人入河東攻打鄧禹，於解縣南邊被鄧禹斬殺。更始三年六月壬戌（公元25年8月8日），王匡、成丹、劉據等發兵攻鄧禹，鄧禹軍失利，樊崇戰死。隔日，建武元年六月甲子（公元25年8月10日），鄧禹擊敗王匡等，俘獲劉據及更始河東太守楊寶等人，於是占領安邑，平定了今山西地區，緊接着，鄧禹軍西渡黃河，攻進關西地區。

### 平叛
建武二年正月，真定王劉楊與其弟臨邑侯劉讓謀反被誅。二月，漁陽太守彭寵因為不願受徵入朝，於是起兵反叛，發兵二萬攻打薊城的幽州牧朱浮，被上谷太守耿況派出的援軍擊退，彭寵又出兵占領廣陽、上谷、右北平等郡縣。入秋，光武帝派鄧隆率軍北上，鄧隆軍屯潞水南岸，朱浮亦率兵屯雍奴，彭寵發兵大敗鄧隆軍，朱浮見彭寵戰勝後撒兵。次年春，彭寵繼續攻略上谷、右北平等郡縣，又勾結匈奴為外援，也與張步等勢力交結。
建武三年三月壬寅（27年5月10日），彭寵攻克薊城，自立為燕王，而朱浮在耿況的騎兵掩護下，南奔良鄉，同年十一月乙未（12月29日），涿郡太守張豐起兵反，自稱為「無上大將軍」，與彭寵結盟。
建武四年，光武帝遣祭遵等攻張豐，並於五月辛巳（28年6月12日）親至卢奴，在祭遵軍的攻勢下，張豐被其功曹孟厷所拘執，向祭遵歸降，祭遵軍收復涿郡，斬張豐。然後祭遵受光武帝命令屯駐良鄉。稍後，彭寵親率兵將數萬及匈奴騎兵二千，攻打分別屯駐在良鄉、陽鄉的祭遵和劉喜，然而匈奴騎兵在軍都被耿弇之弟耿舒擊敗，祭遵軍也在潞擊敗彭寵軍，彭寵退兵。上谷太守耿況與其子耿舒攻打彭寵，占領軍都。
建武五年二月，29年3月30日，彭寵被其奴僕所殺，投奔光武帝。彭寵的部屬韓立、高宣立彭午為燕王，不久彭午卻被其國師韓利所殺，投奔祭遵軍，祭遵軍於是平定彭寵勢力。

## 平河南

### 收洛陽
占領山西地區後，稱帝不久的劉秀開始進軍河南地區。建武元年八月己亥（公元25年9月14日），光武帝從高邑至懷縣，派耿弇屯駐五社津以備榮陽方向；派吳漢等進軍河南，包圍洛陽的朱鮪。八月𡈼子（9月27日）光武帝在懷縣祠社稷，癸丑（28日），光武帝至河陽（今孟縣），同日，更始廩丘王田立歸降光武帝。九月辛卯（11月5日），被圍困近月餘的朱鮪受到岑彭的勸說，加上吳漢軍一度攻入洛陽東門，朱鮪决定舉洛陽向光武帝投降，其部將蘇茂亦降。在河陽，朱鮪受封為平狄將軍、扶溝侯。十月癸丑（11月27日），光武帝入駐洛陽，以洛陽為首都。不久，遣岑彭統軍南入荊州。
建武元年十一月甲午（公元26年1月7日），光武帝北上懷縣。同日，更始梁王劉永稱帝，建都睢陽，除梁國外，劉永還轄有濟陰、山陽、沛、楚、淮陽、汝南等郡，同時擴大勢力，北至黃河，南至陳、穎川等地。2個月後，漁陽太守彭寵、涿郡太守張豐相繼叛亂，用3年時間才平定叛亂。

### 滅刘永
建武二年三月，雖然燕地發生叛亂，但光武帝仍遣蓋延、馬武、王霸、劉隆、馬成、蘇茂等進攻劉永，先克襄邑，再克麻鄉。四月，蓋延軍圍睢陽，然而蘇茂因與諸將有隙，於是殺淮陽太守潘蹇、占據廣樂後歸降劉永，被劉永封為淮陽王。同年八月某個晚上，蓋延攻占睢陽，劉永出東門逃至虞（梁郡），不料當地人反叛劉永，劉永的母親及妻子都被殺，劉永於是逃奔譙，蓋延發兵追擊劉永，先占魯郡，再占永沛郡。蘇茂、佼彊、周建聽聞蓋延克睢陽後，發兵抗擊蓋延，但都在沛西被蓋延擊敗，蘇茂退守廣樂，佼彊、周建則和劉永退至湖陵。隨後，沛、楚、臨淮三郡被蓋延軍平定。
建武三年二月，在湖陵的劉永封董憲為海西王，又封張步為齊王，企圖聯手對抗光武帝，己歸附光武帝的張步於是殺死光武帝使者伏隆後，歸附劉永。四月，光武帝遣吳漢等率軍圍蘇茂於廣樂，周建派兵救援蘇茂，但被吳漢所打敗，蘇茂見勢不利，放棄廣樂，與周建一起退至湖陵。蘇茂、周建兵敗後，睢陽出現叛亂，歸附劉永，於是吳漢與蓋延圍攻睢陽，七月，睢陽被圍困百日後出現飢荒，劉永之弟劉防舉全城降於蓋延，劉永在突圍逃往酇的中途時，被部將慶吾所殺，之後慶吾被光武帝封侯。
劉永死後，蘇茂、周建在垂惠擁立劉永之子劉紆為梁王，佼彊駐守西防。
建武四年春，蘇茂、周建於蘄被蓋延所敗，西防被龐萌攻克，蘇茂、周建投靠董憲。七月丁亥（公元28年8月17日），光武帝至譙，派馬武、王霸圍攻垂惠。同月，董憲部將賁休以蘭陵城歸降光武帝，蓋延率軍救援，後蓋延攻郯城無功而還，董憲乘機收復蘭陵城，賁休被殺，西防也重新反叛附於佼彊。
建武五年二月，垂惠圍城戰出現突破，周誦乘劉紆、周建出戰時，控制垂惠歸降馬武，劉紆、周建投奔在西防的佼彊，周建在途中死亡。三月，光武帝派龐萌與蓋延負責平定劉永故地，同月，龐萌反，殺楚郡太守孫萌後歸附董憲，光武帝又派杜茂、馬武進攻西防，數月後攻克後，劉紆與佼彊逃奔董憲。六月，光武帝率兵參與桃城之城，打敗圍攻桃城的龐萌、蘇茂、佼彊等。七月，光武帝至蕃，统兵攻圢董憲，於昌慮大敗董憲，佼彊投降、蘇茂投奔張步。董憲與龐萌退守郯城。八月己酉（公元29年9月3日），光武帝至郯，以吳漢攻郯，同月克郯城，董憲與龐萌退至朐城。劉紆被其士卒高扈斬首降吳漢。同月，湖陵被光武帝派王常所攻拔，劉永勢力被滅。同年2月，燕地的叛亂徹底平定。

## 備註
1. ↑  即九州的冀青徐兗揚荊豫七州之地域，所以也包含嶺南地區
2. ↑  《後漢書·光武帝紀》云建武元年七月己亥，然當年七月沒有己亥，八月才有己亥
3. ↑  據李賢注引《東觀漢記》，分別是梁丘壽和陳脩。